# Abigail
Abigail je ženské křestní jméno hebrejského původu (hebrejsky אֲבִיגָיִל, Avigajil) a vykládá se jako „Otec se zaradoval“, „Otec můj (je) radost“ či „Původce radosti“; zjednodušeně „pramen radosti, otcova radost“. Osamostatněnou zkráceninou je Abby, také Abbie. Mezi české domácí podoby patří Abi, Aba, Abička, Abina, Gaja, Abinka, Abigailka. 
V současném českém kalendáři není jméno uvedeno – viz jmeniny v Česku, ale v rámci rozšířeného kalendária slaví svátek 5. prosince.

## Známé nositelky jména

### Biblické postavy
- Abígajil – manželka boháče Nábala, proti jeho vůli darovala potraviny budoucímu izraelskému králi Davidovi. Díky tomu nebyl Nábal zabit a David se tak neprovinil vůči Bohu zabitím Nábala. Když její manžel Nábal zemřel, stala se Davidovou ženou.[4]
- Abigail – sestra izraelského krále Davida.[5] Matka Amasa, pozdějšího velitele Abšalómových vojsk.[6]

### Ostatní
- Abigail Horáková (1871–1926), česká spisovatelka, prozaička, dramatička, herečka a recitátorka
- Mary Abigail Wambachová – americká fotbalistka
- Abigail Breslinová (* 1996), americká herečka
- Abigail Spencer (* 1981), americká herečka
- Abigail Williamsová – americká žalobkyně
- Abigail Clancyová – americká modelka
- Abigail Adamsová (1744–1818), manželka prezidenta Johna Adamse
- Abigail Stoneová – britská herečka
- Avigail Eisenbergová – profesorka na Univerzitě ve Victorii
- Avigail Schimmelová – fotografka

### Fiktivní postavy
- Abigail – postava v opeře Nabucco Giuseppe Verdiho
- Abigail – postava ve hře Maltský žid (The Jew of Malta) Christophera Marlowa
- Abigail – postava v knize Hra na Betsy Bowovou (Playing Beatie Bow) od australské spisovatelky Ruth Park

## Jiné významy
- Abigail (Har Chevron), též Avigail – izraelská osada na Západním břehu Jordánu
- Abigail (album) – název druhého alba King Diamonda
- Abigail – alternativní název pro zážitkovou skupinovou hru Krokodýlí řeka

## Zahraniční varianty
- anglicky – Abigail, Abagael, Abagail, Abagale, Abageal aj.
- bulharsky – Абигейл (Abigeĭl)
- dánsky, nizozemsky – Abigael
- hebrejsky – אביגיל (Avigajil) / אֲבִיגָיִל (Abígajil)
- japonsky – アビゲイル (Abigeiru)
- italsky – Abigaile
- maďarsky, norsky – Abigél
- německy, slovensky, španělsky – Abigail
- řecky – Αβιγαία (Avigaía)

## Jmeniny v kalendářích
- Česko: 5. prosinec
- Maďarsko: 9. únor[7]